# Kinding
Kinding – gmina targowa w Niemczech, w kraju związkowym Bawaria, w rejencji Górna Bawaria, w regionie Ingolstadt, w powiecie Eichstätt. Leży na terenie Parku Natury Altmühltal, w Jurze Frankońskiej, około 18 km na północny wschód od Eichstätt, nad rzeką Altmühl, przy autostradzie A9.
Do początku XIX wieku wchodziła w skład księstwa biskupiego Eichstätt.

## Dzielnice
W skład gminy wchodzą następujące dzielnice: Kinding, Enkering, Haunstetten, Erlingshofen, Badanhausen, Pfraundorf, Unteremmendorf, Ilbling, Berletzhausen, Kirchanhausen, Schafhausen, Kratzmühle, Niefang, Furthof, Schlößlmühle, Schafhauser Mühle i Eibwang.

## Demografia
Dane o ludności z 31 grudnia 2008:
| Opis                                | Ogółem | Ogółem | Kobiety | Kobiety | Mężczyźni | Mężczyźni |
| ----------------------------------- | ------ | ------ | ------- | ------- | --------- | --------- |
| Jednostka                           | osób   | %      | osób    | %       | osób      | %         |
| Populacja                           | 2482   | 100    | 1232    | 49,64   | 1250      | 50,36     |
| Wiek przedprodukcyjny (0–17 lat)    | 538    | 21,68  | 272     | 10,96   | 266       | 10,72     |
| Wiek produkcyjny (18–65 lat)        | 1527   | 61,52  | 730     | 29,41   | 797       | 32,11     |
| Wiek poprodukcyjny (powyżej 65 lat) | 417    | 16,8   | 230     | 9,27    | 187       | 7,53      |

## Polityka
Wójtem gminy jest Rita Böhm z CSU, rada gminy składa się z 14 osób.
|      | CSU | UWG | Razem |
| 2008 | 14  | -   | 14    |
| 2002 | 12  | 2   | 14    |